# سبيكة (وحدة قياس)
السبيكة (بالإنجليزية: slug)‏ هي وحدة قياس أنجلو سكسونية للكتلة. تُعرَّف على أنها الكتلة التي تتعرض ل قوة الجنية، وتتسارع بمقدار 1 قدم / ثانية².
{\displaystyle 1\,{\text{slug}}=1\,{\frac {{\text{lb}}_{F}\cdot {\text{sec}}^{2}}{\text{ft}}}\qquad \Longleftrightarrow \qquad 1\,{\text{lb}}_{F}=1\,{\frac {{\text{slug}}\cdot {\text{ft}}}{{\text{sec}}^{2}}}}
إذا لدينا: 1 سبيكة ≈ 14.5939029372064 كغ.